# Битва при Могачі (1526)

## Передумови
Як і багато інших балканських національних держав, підкорених османами у XIV—XV століттях, Угорське королівство вступило у XVI століття у надзвичайно послабленому стані через низку зовнішніх та внутрішніх причин. Зсередини його розривали феодальні суперечки, що фактично призвели до встановлення феодальної роздробленості, селянські повстання, опір з боку національних меншин, які противились мадяризації (словаки, румуни, хорвати), а ззовні — амбіційні спроби австрійсько-німецьких володарів включити Угорщину до складу своїх володінь. Смерть Матвія Корвіна (1490) спричинила анархію в Угорщині і, здавалось, сприяла задумам османів проти цієї держави. Тривала війна, що велась із декотрими перервами, скінчилась, однак, не надто сприятливо для турків. За миром, укладеним 1503 року, Угорське королівство відстояло усі свої володіння й хоча мало визнати право Османської імперії на данину з Молдавії й Волощини, але не відмовилась від верховних прав на ці дві держави (скоріше в теорії, ніж у реальності). Поступовому занепаду Угорщини надалі сприяв також олігархічний режим, встановлений династією Ягеллонів, відчуження придушеного угорського селянства від національно-оборонних рухів після подій 1514 року, географічна замкненість і віддаленість Угорщини від торгових шляхів, що проходили через Середземне море та світовий океан, в тому числі Атлантичний океан, зниження значення дунайського торгового шляху й посилення тиску з боку Габсбургів.

## Хід битви
29 серпня 1526 року поблизу міста Могач у Південній Угорщині, на правому березі Дунаю сталась битва між армією турецького султана Сулеймана I Пишного (100 тисяч чоловік і 300 гармат) і дворянським військом короля Угорщини, Чехії та Хорватії Лайоша II (25 тисяч чоловік і 80 гармат).
Величезна перевага турків відбилась на результатах битви: армія короля Лайоша II зазнала нищівної поразки, сам король загинув під час відступу. В результаті битви територія сучасної Угорщини перейшла під турецький контроль, до соборів було прибудовано мінарети, а угорську столицю довелось на півтора століття перенести на північ, до Братислави.
Чисельна перевага турків призвела до того, що перемога була досягнута лише за 2 години. В лавах турецької армії переважали отурчені слов'яни-мусульмани (яничари) з балканських володінь Османської імперії.

## Наслідки

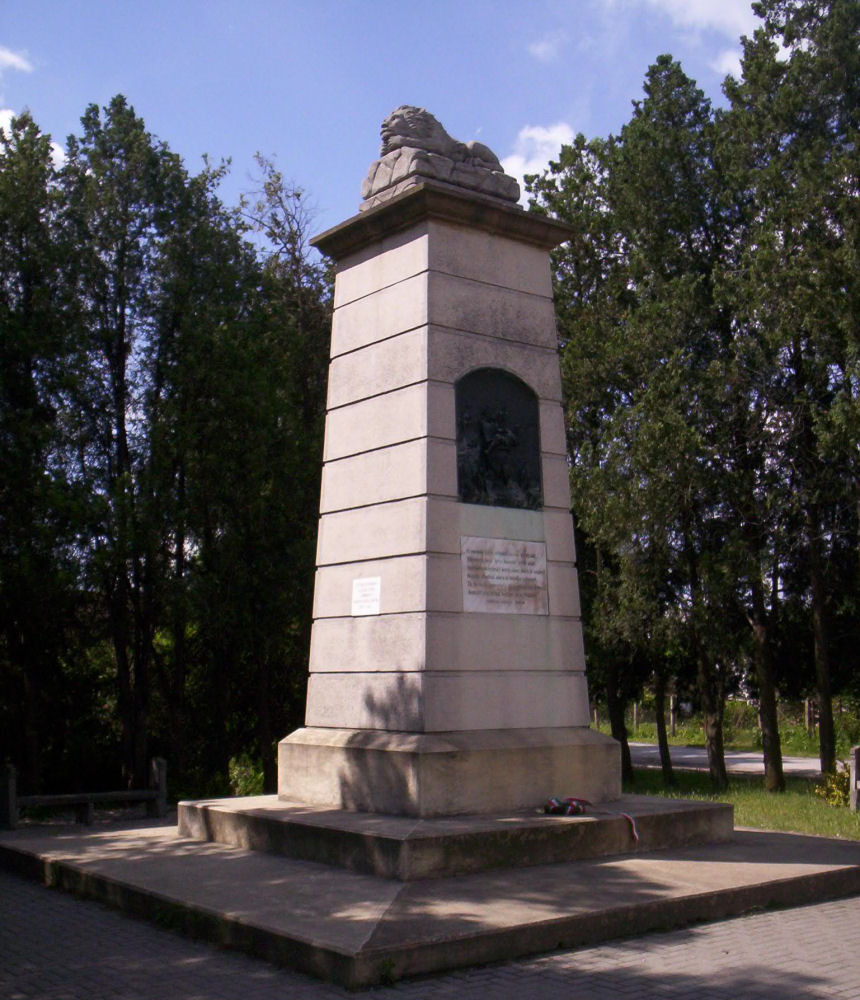
Монумент Лайошу II у Могачі

Турецька перемога мала ряд прямих наслідків як для угорців, так і для багатьох інших сусідніх народів. Як і у випадку битви під Гвадалете 711 року для арабів, битва при Могачі відкрила перед турками широкі можливості для підкорення всієї Центральної Європи. Султан Сулейман I у 1529 році почав облогу Відня, але через наближення зими змушений був відступити.
На місці підкорених османами угорських земель утворилась нова область — Османська Угорщина, що існувала у 1526—1699 роках. Більше того, далеко не всі угорці чинили опір турецькій владі. Частково це пояснювалось історико-культурною єдністю обох народів. Справа у тому, що до свого приходу в Європу близько 1000 року, фіно-угорські за походженням угорці проживали в оточенні тюркських народів, у яких вони запозичили значну частину сільськогосподарської лексики. Угорське селянство південного сходу країни поставилось до приходу турків як до звільнення від засилля місцевих феодалів, що наклали на них непосильні побори. Прагнучи залучити угорських селян на свій бік, турки лібералізували багато із сфер життя угорського селянства.
На відміну від кривавих суперечок між католиками й протестантами Європи тих часів, турки не забороняли жодну з релігій, хоча навернення в іслам усіляко заохочувалось. Скориставшись хаосом повоєнних років та зародженням нового мусульманського суспільства, багато простих угорців, що прийняли іслам (магьяраби), зуміли піднятися кар'єрними сходами воєнних станів Османської імперії. Жителі північних угорських земель чинили туркам більший опір, створюючи загони гайдуків. Багато-хто також тікав до сусідніх словацьких земель на північ. Варто також враховувати, що турки підкорили тільки Центральну Угорщину, периферійні західні та північні регіони з новою угорською столицею — містом Пожонь (сучасна словацька Братислава) були анексовані австрійськими Габсбургами, які перетворили їх на буфер між німецькими й османськими територіями. Таким чином, в угорців початку XVI століття фактично не було вибору. Якби їх не підкорили турки, то це зробили б німці. Після невдалої облоги Відня австрійські німці приступають до рішучіших дій проти турків, починається поступова «реконкіста» Балканського півострова.
Після битви при Могачі європейські нації почали вживати спроб об'єднання з метою протистояння загрозі ісламізації Європи. Ця стратегія принесла перший успіх у битві при Лепанто. Окрім того, незважаючи на свій первинний успіх, саме в Угорщині турки вперше стикнулись із західноєвропейською соціально-політичною структурою, яка мала сильний німецький вплив та вже істотно відрізнялась від орієнталізованих греко-слов'янських держав балканського регіону, з такою легкістю підкорених ними. Хоча європейські цінності в Угорщині в цілому й не відповідали західним стандартам, близькість Османської Угорщини до німецьких земель створювала для них пряму загрозу і викликала гнівний опір з метою підтримання імперських амбіцій самих Габсбургів.